# El Pergamino de los Maestros Agua
El Pergamino de los Maestros Agua es el noveno episodio de la primera temporada de la serie animada de televisión Avatar: La Leyenda de Aang.

## Sinopsis
Después del encuentro de Aang con el Avatar Roku, Aang está preocupado, pues él ahora tiene tan poco tiempo para dominar tres elementos en su totalidad. Katara ofrece animarlo por enseñándole lo que ella sabe de Agua Control.
Mientras tanto, Zuko está enfadado por encontrar que Iroh acaba de desviar su barco para ir un puerto para sustituir una pieza de Loto Blanco para su juego de Pai Sho.
En una cascada, Katara comienza a enseñar a Aang sus conocimientos de Agua Control. Lamentablemente para ella, Aang inmediatamente aprende las lecciones que ella le da, a pesar de que esto tomó bastante tiempo dominarlos. Mientras ella trata de ocultarlo, ella comienza a ponerse celosa del talento natural de Aang.
Después Aang accidentalmente tira sus provisiones y el trío va a la ciudad a comprar más, donde Aang impulsivamente compra un silbato de bisonte volador. Ellos entran un barco con un pirata que trata de atraerlos al negocio. En la tripulación del barco los artículos que están a la venta fueron adquiridos por "comercio de alto riesgo". Katara encuentra un pergamino por casualidad, describiendo varias técnicas de Agua Control, que ellos reservan para un cliente rico en el Reino Tierra. Aang trata de comprar el pergamino pero no tiene el dinero suficiente para hacerlo, entonces Katara decide robar el pergamino a las espaldas de Aang y Sokka. Ellos dejan el barco, pero empiezan a ser perseguidos por los piratas. Aang y los demás se escapan, sólo para encontrar la razón por la que estaban siendo perseguidos: Ellos querían el pergamino que Katara había robado. Sokka le reclama a Katara que ponía la vida de ellos en riesgo por robar el pergamino, Katara se defiende diciendo que no lo robo sino que lo consiguió con "comercio de alto riesgo". Sokka no tiene otra alternativa que guardar el pergamino.
Durante la tarde, Katara y Aang tratan de aprender la técnica llamada "el látigo de agua", la cual consiste en tomar cierta cantidad de agua y formar un látigo con ella. Katara, luego de unos intentos, se enfurece con ella misma. Aang puede hacerlo al primer intento. Cuando Aang intenta explicarle cómo hacer el látigo, Katara le grita por "tener el talento natural", y que si ya sabe tanto, por qué mejor no tiran el pergamino a la basura. Aang se siente mal porque Katara le haya gritado, pues Katara siempre había sido buena con él. Katara entonces se disculpa, y dice que ya nunca más ocuparía el pergamino.
Durante la noche, Katara toma el pergamino y va a practicar al río. Ahí, Zuko, que se había unido a los piratas porque le contaron acerca de tres chicos que robaron el pergamino, la encuentra y la captura. También captura, junto a los piratas, a Sokka y a Aang. El trato con los piratas y Zuko era que él recuperaba el pergamino, y los piratas le ayudaban a capturar a Aang. Pero cuando los piratas se enteran de que Aang es el Avatar, prefieren entregarle el Avatar al Señor del Fuego, que pagaría más que cualquiera por un viejo pergamino. Entonces una batalla comienza entre los piratas y Zuko junto a su tripulación y su tío Iroh. Aang, Katara y Sokka intentan escapar en el barco de los piratas.
Los piratas los siguen en el barco de Zuko. Zuko trata de alcanzarlos por tierra, corriendo, y es cuando Iroh nota que siempre tuvo la pieza de Pai Sho bajo su manga. 
El barco de Aang, Katara y Sokka, y el de los piratas caen en una cascada, pero el trío se salva gracias a que Aang usa el silbato de bisonte volador (que es inaudible para los humanos) para llamar a Appa. Appa los rescata y se alejan volando.
- Datos: Q12164282